# Qissa
Qissa, voluit Qissa: The Tale of a Lonely Ghost, is een Indiaas filmdrama. De film wordt vertoond in het Punjabi met Nederlandstalige ondertitels.
Qissa kwam tot stand met behulp van Duitse en Franse fondsen, en door ondersteuning van het Nederlandse Augustus Film Fonds dat verbonden is aan het Internationaal Filmfestival van Rotterdam. Dankzij het laatste filmfonds, dat in 2014 zijn 25-jarige jubileum viert, vond de Europese première op 22 januari 2014 plaats tijdens dit Rotterdamse filmfestival. Ervoor vond er al een première plaats in Canada; de Indiase première zal hierna nog moeten plaatsvinden. In Rotterdam werd de film bekroond met de Dioraphte Award van de internationale jury.

## Verhaal
Umber Singh is vader van drie dochters en wanneer zijn vrouw opnieuw zwanger is, koestert hij de wanhopige wens ditmaal een zoon te krijgen. Ook ditmaal bevalt zij van een dochter.
Singh voedt zijn dochter op als een jongen en gaat daarin zo ver, dat hij haar uithuwelijkt aan een vrouw. Dan doen zich opnieuw de complicaties voor van het uitblijven van een mannelijke erfgenaam.

#### Maatschappelijke context
De film speelt zich af in 1947, maar behandelt een thema dat in het huidige India ook nog steeds actueel is, namelijk de obsessie van vaders om een mannelijke erfgenaam te krijgen. Als gevolg kent India onder meer eenmaal zo veel abortussen op dochters als op zoons.

## Rolverdeling
- Irrfan Khan als Umber Singh
- Tillotama Shome als Kanwar Singh
- Rasika Dugal als Neeli